# Pichitphong Choeichiu
Pichitphong Choeichiu (thaï : พิชิตพงษ์ เฉยฉิว) (né le 28 août 1982 à Yasothon en Thaïlande) est un footballeur international thaïlandais, qui évoluait au poste de milieu de terrain.

## Biographie

### Carrière en sélection
Avec l'équipe de Thaïlande, il joue 57 matchs (pour 1 but inscrit) entre 2002 et 2013. 
Il figure dans le groupe des sélectionnés lors des coupes d'Asie des nations de 2004 et de 2007, où son équipe est éliminée à chaque fois au premier tour.
Il joue 16 matchs comptant pour les tours préliminaires de la coupe du monde, lors des éditions 2006, 2010 et 2014.
Il participe également à la Coupe du monde des moins de 17 ans 1999 organisée en Nouvelle-Zélande.

## Palmarès
| Krung Thai Bank - Championnat de Thaïlande (2) : - Champion : 2002-03 et 2003-04. |  | Muangthong United - Championnat de Thaïlande (2) : - Champion : 2009, 2010 et 2012. |